# Березнеговатский район
Березнегова́тский райо́н (укр. Березнегуватський район) — упразднённая административная единица на востоке Николаевской области Украины. Административный центр — посёлок городского типа Березнеговатое.

## Общие сведения
Районный центр: Березнеговатое. Площадь района составляет 126372 га (1,26 тыс. км².), из них площадь сельскохозяйственных угодий — 114,2 тыс. га. Население района составляет 21,7 тыс.
Геополитическое положение района очень выгодно. Районный центр — пгт Березнеговатое занимает почти центральное положение на своей территории и практически равноудален (90-100 км) от трех индустриально и культурно развитых городов Юга Украины — Николаева, Херсона и Кривой Рог, общая численность населения которых превышает 1,5 млн чел.
По периметру территории района на расстоянии 25-45 км от райцентра находится 6 железнодорожных станций — Снегиревка, Явкино, Новобузская, Белый Колодец и Калининдоф. Кроме того, Березнеговатое имеет свою собственную железнодорожную станцию.
На сегодняшний день в районе насчитывается 43 населенных пункта, включая районный цент — пгт Березнеговатое, которые подчинены 15 местным советам (14 сельским и 1 поселковому).

## Природные ресурсы
Лесной фонд едва превышает 7 тыс. га. По территории района протекают две реки — Ингулец (приток Днепра) и Висунь (приток Ингульца). Река Добра — пересыхающая.

## История
21 января 1959 года к Березенговатскому району была присоединена часть территории упразднённого Владимировского района.

## Демография
Население района составляет 19 693 человека (2019), в том числе в городских условиях проживают 7552 человека.
По переписи 2001 года распределение жителей района по родному языку был следующим:
- украинский — 91,65 %
- русский — 6,76 %
- молдавский — 0,84 %
- белорусский — 0,35 %
- армянский — 0,23 %
- болгарский — 0,03 %

## Административное устройство
Количество советов:
- поселковых — 1
- сельских — 14

Количество населённых пунктов:
- посёлков городского типа — 1
- сёл — 41
- посёлков сельского типа — 2

## Населённые пункты
Список населённых пунктов района находится внизу страницы
Ликвидированы:
- с. Глубокий Яр (укр. Глибокий Яр), ликв. в 70-х годах
- с. Глубокое (укр. Глибоке), ликв. в 70-х годах
- с. Делёкая Степь (укр. Далекий Степ), ликв. в 70-х годах
- с. Ивановка (укр. Іванівка), ликв. в 80-х годах
- с. Каменное (укр. Кам'яне), ликв. в конце 80-х годов
- с. Костомаровка (укр. Костомарівка), ликв. 18.05.1994 г.
- с. Новомировка (укр. Новомирівка), ликв. 24.04.2001 г.
- с. Новопетровка (укр. Новопетрівка), ликв. 27.05.2005 г.
- с. Победа (укр. Побєда), ликв. в 70-х годах
- с. Червоная Криница (укр. Червона Криниця), ликв. 18.11.1986 г.

- с. Белоусово (укр. Білоусове) включено в состав Великоалександровского района Херсонской области в конце 80-х годов
- с. Токарево (укр. Токареве) включено в состав Великоалександровского района Херсонской области в конце 80-х годов